# Gilberto Martínez
Gilberto Martínez   (Golfito, 1 d'octubre de 1979) fou un futbolista costa-riqueny de la dècada de 2000.
Fou 61 cops internacional amb la selecció de Costa Rica.
Pel que fa a clubs, destacà a Saprissa, Brescia Calcio, AS Roma, UC Sampdoria i US Lecce.